# Лінкс
«Лінкс» (англ. Lynx F.C.) — професійний футбольний клуб Футбольної асоціації Гібралтару.

## Історія
Клуб було засновано у 2007 році в Гібралтарі. Футбольна команда виступає з 2012 року в Прем'єр-дивізіоні Чемпіонату Гібралтару з футболу на стадіоні «Вікторія». У сезонах 2013—2014 та 2014—2015 років клуб займав, найвище для нього, третє місце у Прем'єр-дивізіоні. «Лінкс» є фіналістом змагання на Кубок Скелі 2014–15 рр.

### Досягнення
- Другий дивізіон: 2

2009–10, 2011–12

## Футзал
Футзальна команда «Лінкс» вигравала Прем'єр-Дивізіон Гібралтару з футзалу двічі, у сезонах 2014–15 і 2015–16 рр, ставши командою, яка представляла Гібралтар у Кубку УЄФА з футзалу.

### Досягнення
- Прем'єр-Дивізіон з футзалу: 2

2015, 2016
- Кубок Скелі з футзалу: 1

2016